# サイバー・サンデー
サイバー・サンデー(Cyber Sunday)は、アメリカのプロレス団体WWEの主催するプロレス興行。およびそれを扱ったPPV。2006年から新設されたPPV大会で、試合形式、敗者への罰をファンがインターネット投票で決めるということが大きな特徴となっている（大会が後日放送される国でも、インターネットによる事前投票は可能）。2004年、2005年に実質この大会の前身といえるタブー・チューズデイが開催されていたが、この大会は休日の日曜日ではなく平日の火曜日に開催されていたことで観客動員等の業績が思わしくなく、2006年から大会名を変更し、他のPPV大会と同じく日曜日に開催日時を戻した。

## 試合結果

### 第1回大会（2006年）WWE RAW's Cyber Sunday 2006
- 開催日 : 11月5日
- 開催場所 : オハイオ州シンシナティのUSバンク・アリーナ
- 観客動員数 : 7,000人
- 公式大会曲 : Disciple - Game On

- ダーク・マッチ -Dark Match-

○スペル・クレイジー vs ロブ・コンウェイ●
- ウマガ・オープン・チャレンジ -Umaga's Open Challenge-

○ウマガ（w / アルマンド・アレハンドロ・エストラーダ） vs ケイン●
ファンは『ケイン』『クリス・ベノワ』『サンドマン』の中から1人挑戦者を決める。
| 人気順 | スーパースター | 得票率 |
| 1      | ケイン         | 49％   |
| 2      | サンドマン     | 28％   |
| 3      | クリス・ベノワ | 23％   |

- テキサス・トルネード・マッチ -Texas Tornado Match-

○クライム・タイム（JTG＆シャド・ガスパード） vs ザ・ハイランダーズ（ロビー・マカリスター＆ローリー・マカリスター）● vs チャーリー・ハース＆ヴィセラ vs トレバー・マードック＆ランス・ケイド
ファンは『テキサス・トルネード・マッチ』『タッグチーム・ターモイル・マッチ』『フェイタル4ウェイ・マッチ』の中から試合形式を決める。
| 人気順 | 試合形式                         | 得票率 |
| 1      | テキサス・トルネード・マッチ     | 50％   |
| 2      | タッグチーム・ターモイル・マッチ | 35％   |
| 3      | フェイタル4ウェイ・マッチ        | 15％   |

- WWEインターコンチネンタル王座戦 -WWE Intercontinental Championship-

○ジェフ・ハーディー(c) vs カリート●
ファンは『カリート』『シェルトン・ベンジャミン』『ジョニー・ナイトロ』の中から1人挑戦者を決める。
| 人気順 | スーパースター           | 得票率 |
| 1      | カリート                 | 62％   |
| 2      | シェルトン・ベンジャミン | 25％   |
| 3      | ジョニー・ナイトロ       | 13％   |

- ○エッジ＆ランディ・オートン（w / リタ） vs D-ジェネレーションX（トリプルH＆ショーン・マイケルズ）● スペシャル・レフェリー エリック・ビショフ

ファンは『エリック・ビショフ』『ジョナサン・コーチマン』『ビンス・マクマホン』の中から1人スペシャルレフェリーを決める。
| 人気順 | スーパースター         | 得票率 |
| 1      | エリック・ビショフ     | 60％   |
| 2      | ジョナサン・コーチマン | 20％   |
| 3      | ビンス・マクマホン     | 20％   |

- ディーヴァ・ランバージャック・マッチ形式WWE女子王座戦 -Diva Lumberjack Match for the vacant WWE Women's Championship-

○リタ vs ミッキー・ジェームス●
リタが空位となっていたWWE女子王座を獲得
ファンは『ディーヴァ・ランバージャック・マッチ』『ノーDQ・マッチ』『サブミッション・マッチ』の中から試合形式を決める。
| 人気順 | 試合形式                             | 得票率 |
| 1      | ディーヴァ・ランバージャック・マッチ | 46％   |
| 2      | ノーDQ・マッチ                       | 40％   |
| 3      | サブミッション・マッチ               | 14％   |

- 世界タッグ王座戦 -World Tag Team Championship-

●スピリット・スクワッド（ケニー＆ジョニー＆ニッキー＆マイキー＆ミッチ）(c) vs リック・フレアー＆"ラウディ" ロディ・パイパー○
ファンは『ダスティ・ローデス』『"ラウディ" ロディ・パイパー』『サージェント・スローター』の中から1人フレアーのパートナーになるレジェンドを決める。
| 人気順 | レジェンド               | 得票率 |
| 1      | ロディ・パイパー         | 46％   |
| 2      | ダスティ・ローデス       | 35％   |
| 3      | サージェント・スローター | 19％   |

- チャンピオン・オブ・チャンピオンズ・マッチ -Champion of Champions Match-

●ジョン・シナ（WWE王者） vs キング・ブッカー（世界ヘビー級王者）（w / クイーン・シャメール）○ vs ビッグ・ショー（ECW世界ヘビー級王者）
ファンは『WWE王座』『世界ヘビー級王座』『ECW世界ヘビー級王座』の中から1つ賭けられる王座を決める。
| 人気順 | 王座                | 得票率 |
| 1      | 世界ヘビー級王座    | 67％   |
| 2      | ECW世界ヘビー級王座 | 21％   |
| 3      | WWE王座             | 12％   |

### 第2回大会（2007年）WWE Cyber Sunday 2007
- 開催日 : 10月28日
- 開催場所 : ワシントンD.C.のベライゾン・センター
- 観客動員数 : 10,097人
- 公式大会曲 : Kasabian - Fast Fuse

- ダーク・マッチ -Dark Match-

○ジェシー & フェスタス vs デュース&ドミノ（w / チェリー）●
- ○レイ・ミステリオ vs フィンレー●

ファンは『ストレッチャーマッチ』・『ノーDQマッチ』・『シレイリ・オン・ア・ポールマッチ』の中から試合形式を選択
| 人気順 | 試合形式                         | 得票率 |
| 1      | ストレッチャーマッチ             | 40％   |
| 2      | ノーDQマッチ                     | 36％   |
| 3      | シレイリ・オン・ア・ポールマッチ | 24％   |

- ECW王座戦 -ECW world Heavyweight Championship-

○CMパンク(c) vs ザ・ミズ●
ファンは対戦相手を『ビッグ・ダディ・V』・『ジョン・モリソン』・『ザ・ミズ』の中から選択。
| 人気順 | スーパースター           | 得票率 |
| 1      | マイク“ザ・ミズ“ミザニン | 39％   |
| 2      | ジョン・モリソン         | 33％   |
| 3      | ビッグ・ダディ・V        | 28％   |

- ○Mr.ケネディ vs ジェフ・ハーディー●

（マット・ハーディー対MVPの試合が急遽なくなったのでWWE王座挑戦できなかった2人で行われた。)
- WWE・US王座戦 -WWE・United States Championship-

●MVP(c) vs ケイン○
反則裁定のため王座移動なし
マット・ハーディーは先日のSD!で怪我をし、欠場した為当日投票が行われた。
ファンは対戦相手を『ケイン』・『グレート・カリ』・『マーク・ヘンリー』の中から選択。
| 人気順 | スーパースター     | 得票率 |
| 1      | ケイン             | 67％   |
| 2      | ザ・グレート・カリ | 24％   |
| 3      | マーク・ヘンリー   | 9％    |

- WWE王座戦 -WWE Championship-

●ランディ・オートン(c) vs ショーン・マイケルズ○
反則裁定のため王座移動なし
ファンは対戦相手を『ショーン・マイケルズ』・『ジェフ・ハーディー』・『Mr.ケネディ』 の中から選択。
| 人気順 | スーパースター       | 得票率 |
| 1      | ショーン・マイケルズ | 59％   |
| 2      | ジェフ・ハーディー   | 31％   |
| 3      | Mr.ケネディ          | 10％   |

- ○トリプルH vs ウマガ●

ファンは『ストリートファイト』・『スティール・ケージ・マッチ』・『ファースト・ブラッド・マッチ』の中から試合形式を選択
| 人気順 | 試合形式                     | 得票率 |
| 1      | ストリートファイト           | 57％   |
| 2      | スティール・ケージ・マッチ   | 26％   |
| 3      | ファースト・ブラッド・マッチ | 17％   |

- ディーヴァハロウィーンコスチュームコンテスト -Divas Halloween Costume Contest-

優勝者ミッキー・ジェームス
その他参加者メリーナ・マリア・ジリアン・ホール・ビクトリア・トリー・ウィルソン・ミシェル・マクール・ケリー・ケリー・レイラ・ブルック
| 人気順 | ディーヴァ           | 得票率 |
| 1      | ミッキー・ジェームス | 21％   |
| 2      | ケリー・ケリー       | 17％   |
| 3      | トリー・ウィルソン   | 15％   |
| 4      | メリーナ、マリア     | 12％   |
| 5      | レイラ               | 7%     |
| 6      | ジリアン・ホール     | 5%     |
| 7      | ビクトリア、ブルック | 4%     |
| 8      | ミシェル・マクール   | 3%     |

- 世界ヘビー級王座戦 -World Heavyweight Championship-

○バティスタ(c) vs ジ・アンダーテイカー●
ファンは『"ストーンコールド" スティーブ・オースチン』・『ミック・フォーリー』・『JBL』の中からスペシャルレフェリーを選択。
| 人気順 | スペシャルレフェリー   | 得票率 |
| 1      | スティーブ・オースチン | 79％   |
| 2      | ミック・フォーリー     | 11％   |
| 3      | JBL                    | 10％   |

### 第3回大会（2008年）WWE Cyber Sunday 2008
- 開催日 : 10月26日
- 開催場所 : アリゾナ州フェニックスのUSエアウェイズ・センター
- 観客動員数 : 12,500人
- 公式大会曲 : Pendulum - Propane Nightmares

- ○レイ・ミステリオ vs ケイン●

ファンは『ノー・ホールズ・バード』・『3本勝負』・『エニウェア・フォール』の中から試合形式を選択
| 人気順 | 試合形式               | 得票率 |
| 1      | ノー・ホールズ・バード | 39％   |
| 2      | エニウェア・フォール   | 35％   |
| 3      | 3本勝負                | 26％   |

- ECW王座戦 -ECW world Heavyweight Championship-

○マット・ハーディー(c) vs エヴァン・ボーン●
ファンは『マーク・ヘンリー』・『エヴァン・ボーン』・『フィンレー』の中から対戦相手を選択。
| 人気順 | スーパースター   | 得票率 |
| 1      | エヴァン・ボーン | 69％   |
| 2      | フィンレー       | 25％   |
| 3      | マーク・ヘンリー | 6％    |

- ○ザ・ミズ＆ジョン・モリソン vs クライム・タイム（JTG＆シャド・ガスパード）●

ファンは『ミッキー・ジェームス＆ジェイミー・ノーブル vs レイラ＆ウィリアム・リーガル』・『クライムタイム（JTG＆シャド・ガスパード） vs ザ・ミズ＆ジョン・モリソン』・『CMパンク＆コフィ・キングストン vs コーディ・ローデス＆テッド・デビアス・ジュニア』の中から見たいタッグマッチを選択。
| 人気順 | 対戦カード                                                                       | 得票率 |
| 1      | クライムタイム（JTG＆シャド・ガスパード） vs ザ・ミズ＆ジョン・モリソン          | 38％   |
| 2      | CMパンク＆コフィ・キングストン vs コーディ・ローデス＆テッド・デビアス・ジュニア | 35％   |
| 3      | ミッキー・ジェームス＆ジェイミー・ノーブル vs レイラ＆ウィリアム・リーガル       | 27％   |

- WWEインターコンチネンタル王座戦 -WWE Intercontinental Championship-

●サンティーノ・マレラ(c) vs ホンキー・トンク・マン○
反則裁定のため王座移動なし
ファンは『"ラウディ" ロディ・パイパー』・『ゴールダスト』・『ホンキー・トンク・マン』の中から対戦相手を選択。
| 人気順 | スーパースター         | 得票率 |
| 1      | ホンキー・トンク・マン | 35％   |
| 2      | ロディ・パイパー       | 34％   |
| 3      | ゴールダスト           | 31％   |

- ○ジ・アンダーテイカー vs ビッグ・ショー●

ファンは『ラストマン・スタンディング・マッチ』・『アイ・クイット・マッチ』・『ノックアウト・マッチ』の中から試合形式を選択
| 人気順 | 試合形式                           | 得票率 |
| 1      | ラストマン・スタンディング・マッチ | 49％   |
| 2      | アイ・クイット・マッチ             | 42％   |
| 3      | ノックアウト・マッチ               | 9％    |

- ディーヴァハロウィーンコスチュームコンテスト -Divas Halloween Costume Contest-

優勝者ミッキー・ジェームス
その他参加者キャンディス・ミシェル・ミシェル・マクール・マリア・ケイティ・リー・バーチル・ティファニー・ビクトリア・レナ・ヤダ・マリース・ブリー・ベラ・ジリアン・ホール・ナタリヤ・ベス・フェニックス・イヴ・トーレス・レイラ・ケリー・ケリー
今回は優勝者の発表のみだった。
| 登場順 | ディーヴァ             | 仮装内容           |
| 1      | キャンディス・ミシェル | マリリン・モンロー |
| 2      | ミシェル・マクール     | 米軍兵士           |
| 3      | マリア                 | バニーガール       |
| 4      | ケイティ・リー         | ヴァンパイア       |
| 5      | ティファニー           | 修道女             |
| 6      | ビクトリア             | 巨大バナナ         |
| 7      | レナ・ヤダ             | 忍者               |
| 8      | ミッキー・ジェームス   | トゥームレイダー   |
| 9      | マリース               | フレンチメイド     |
| 10     | ブリー・ベラ           | クレオパトラ       |
| 11     | ジリアン・ホール       | バットガール       |
| 12     | ナタリヤ               | 警察官             |
| 13     | ベス・フェニックス     | 剣闘士             |
| 14     | イヴ・トーレス         | タートルズ         |
| 15     | レイラ                 | レイア姫           |
| 16     | ケリー・ケリー         | 船長               |

- WWE王座戦 -WWE Championship-

○トリプルH(c) vs ジェフ・ハーディー●
ファンは『ジェフ・ハーディー』・『ウラジミール・コズロフ』・『ジェフ・ハーディー＆ウラジミール・コズロフ（三つ巴戦）』 の中から対戦相手を選択。
| 人気順 | スーパースター                                         | 得票率 |
| 1      | ジェフ・ハーディー                                     | 57％   |
| 2      | ジェフ・ハーディー＆ウラジミール・コズロフ（三つ巴戦） | 38％   |
| 3      | ウラジミール・コズロフ                                 | 5％    |

- 世界ヘビー級王座戦 -World Heavyweight Championship-

●クリス・ジェリコ(c) vs バティスタ○
ファンは『ランディ・オートン』・『ショーン・マイケルズ』・『"ストーンコールド" スティーブ・オースチン』の中からスペシャルレフェリーを選択。
| 人気順 | スペシャルレフェリー   | 得票率 |
| 1      | スティーブ・オースチン | 74％   |
| 2      | ショーン・マイケルズ   | 22％   |
| 3      | ランディ・オートン     | 4％    |